# Геза Краузе
Геза Феліцітас Краузе (нім. Gesa Felicitas Krause) (нар. 3 серпня 1992) — німецька легкоатлетка, що спеціалізується в стипль-чезі, дворазова бронзова призерка чемпіонатів світу, дворазова чемпіонка Європи, учасниця Олімпійських ігор 2012 та 2016 років (7 та 6 місця відповідно).
1 вересня 2019 встановила вище світове досягнення у бігу на 2000 метрів з перешкодами (5.52,80), перевершивши попереднє досягнення (6.02,16), встановлене кенійкою Вірджинією Ньянгою у 2015.
На чемпіонаті світу в Досі здобула другу «бронзу» світової першості у власній кар'єрі.